# Velizar Dimitrov
Velizar Dimitrov (bolgár nyelven: Велизар Димитров) (Pernik, 1979. április 13. –) bolgár válogatott labdarúgó.

## Válogatott
2002. november 20-án a spanyol válogatott ellen debütált a bolgár labdarúgó-válogatottban, a 70. percben váltotta Sztilijan Petrovt. A válogatott tagjaként részt vett a 2004-es Európa-bajnokságon.

## Sikerei, díjai
- CSZKA Szofija
  - Bolgár bajnok: 2002–03,2004–05, 2007–08
  - Bolgár kupa: 2005–06
  - Bolgár szuperkupa: 2006